# Joan Cañellas
Joan Cañellas Reixach, kurz Joan Cañellas (* 30. September 1986 in Santa Maria de Palautordera) ist ein ehemaliger spanischer Handballspieler. Der 1,98 Meter große und 95 Kilogramm schwere Rückraumspieler stand zuletzt von 2021 bis 2024 bei den Kadetten Schaffhausen unter Vertrag.

## Vereinskarriere
Spanien (bis 2013)
Joan Cañellas stammt aus Santa Maria de Palautordera. Da der ansässige Verein keine Handball-Jugendmannschaften hatte, gründete Cañellas gemeinsam mit Freunden und Eltern eine Mannschaft.
Mit 18 Jahren debütierte er bei BM Granollers in der Liga ASOBAL und gab 2004/05 im EHF-Pokal sein internationales Debüt. Ein Jahr darauf wurde er vom FC Barcelona unter Vertrag genommen und gewann 2006 die spanische Meisterschaft sowie 2007 die Supercopa und die Copa del Rey. Von 2008 bis 2009 spielte er erneut für BM Granollers. Anschließend lief er für BM Ciudad Real bzw. Atlético Madrid auf. Dort wurde er 2010 Meister und 2011 Pokalsieger. In der EHF Champions League stand er mit seinem Team 2011 und 2012 im Finale, unterlag aber jeweils dem FC Barcelona bzw. dem THW Kiel.
Deutschland (2013–2016)
Im Juli 2013 wechselte er, nachdem sein spanischer Verein Atlético Madrid sich aus finanziellen Gründen vom Spielbetrieb zurückgezogen hatte, nach Deutschland zum Bundesligisten HSV Hamburg. Zum 1. Juli 2014 unterschrieb er einen Drei-Jahres-Vertrag beim THW Kiel, nachdem er von einer Ausstiegsklausel in seinem Vertrag mit dem HSV Hamburg Gebrauch machte. Mit den Kielern wurde er 2015 Deutscher Meister sowie 2014 und 2015 Pokalsieger.
| Saison    | Verein      | Spiele | Tore | 7-Meter | Feldtore |
| --------- | ----------- | ------ | ---- | ------- | -------- |
| 2013/14   | HSV Hamburg | 33     | 143  | 041     | 102      |
| 2014/15   | THW Kiel    | 36     | 133  | 058     | 075      |
| 2015/16   | THW Kiel    | 29     | 066  | 014     | 052      |
| 2013–2016 | gesamt      | 98     | 342  | 113     | 229      |
Nordmazedonien (2016–2018)
Im Februar 2016 wurde bekannt, dass der Vertrag mit dem THW vorzeitig aufgelöst wird und Cañellas zur Saison 2016/17 zum nordmazedonischen Klub RK Vardar Skopje wechselt. Dort errang er 2017 das Triple aus Meisterschaft, Pokal und EHF Champions League.
Ungarn (2018–2021)
Ab dem Sommer 2018 stand er beim ungarischen Verein Pick Szeged unter Vertrag, mit dem er 2019 den ungarischen Pokal sowie 2021 die ungarische Meisterschaft gewann.
Schweiz (2021–2024)
Seit der Saison 2021/22 stand er beim Schweizer Erstligisten Kadetten Schaffhausen unter Vertrag. Mit Schaffhausen wurde er 2022 erstmals Schweizer Meister. Zudem wurde er zum MVP der Schweizer Liga gewählt. Auch in den Jahren 2023 und 2024 gewann er mit den Kadetten die Meisterschaft.
Cañellas beendete im Sommer 2024 seine Karriere.

## Auswahlmannschaften
Am 16. April 2003 stand erstmals im Aufgebot einer spanischen Auswahl. Mit der spanischen Jugendnationalmannschaft bestritt er 16 Spiele, in denen er 63 Tore warf.
Mit der Juniorenauswahl war er vom 25. März 2005 bis 8. April 2007 in 33 Spielen für Spanien eingesetzt und warf dabei 121 Tore. Er nahm mit der Mannschaft an der U-21-Weltmeisterschaft 2005 (5. Platz) und der U-20-Europameisterschaft 2006 (9. Platz) teil.

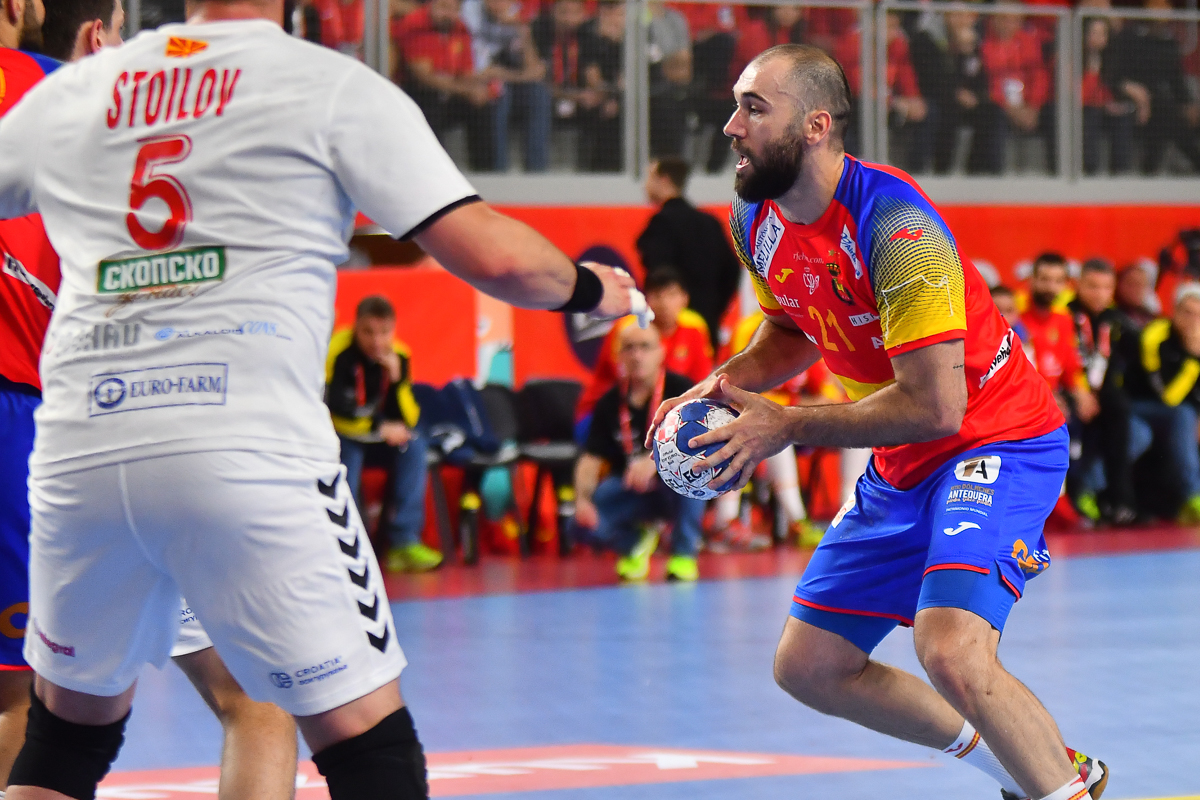
Joan Cañellas bei der Europameisterschaft 2018

Mit der spanischen Nationalmannschaft, für die er erstmals am 29. Oktober 2008 in einem Länderspiel gegen Zyperns Nationalmannschaft eingesetzt wurde, nahm er an der Weltmeisterschaft 2009 (13. Platz) teil. Er gewann mit der Mannschaft die Bronzemedaille bei der Weltmeisterschaft 2011 und belegte den Platz 4 bei der Europameisterschaft 2012. Im Sommer 2012 nahm er an den Olympischen Spielen in London teil und belegte mit den Iberern den 7. Platz. Im Jahr darauf wurde er Weltmeister mit Spanien und gewann die Goldmedaille bei der Weltmeisterschaft 2013. Bei der Europameisterschaft 2014 führte er sein Team als Torschützenkönig des Turniers mit 50 Treffern zur Bronzemedaille für den dritten Platz, bei der Weltmeisterschaft 2015 belegte er Platz 4 mit dem spanischen Team. Bei der Europameisterschaft 2016 konnte er mit der Auswahl den zweiten Platz belegen, die Weltmeisterschaft 2017 beendete er mit Spaniens Mannschaft auf Platz 5. Er gewann mit der spanischen Nationalmannschaft die Europameisterschaft 2018 und die Europameisterschaft 2020, bei seiner nächsten Teilnahme an einem Großturnier belegte er mit der Auswahl der RFEBM den dritten Platz bei der Weltmeisterschaft 2021. Die Teilnahme an den im Jahr 2021 ausgetragenen Olympischen Spielen 2020 verpasste er verletzungsbedingt. Bei der Europameisterschaft 2022 gewann er mit Spanien die Silbermedaille, er bestritt sechs von neun Spielen und warf 18 Tore. Mit der spanischen Auswahl zur Weltmeisterschaft 2023 gewann er die Bronzemedaille. Er wurde auch für die spanische Olympiaauswahl für das olympische Handballturnier 2024 nominiert, verletzte sich aber in der Turniervorbereitung und konnte nicht an Olympia teilnehmen.

## Erfolge
Joan Cañellas gewann acht nationale Meisterschaften in fünf europäischen Ligen (Spanien, Deutschland, Nordmazedonien, Ungarn, Schweiz) und wurde Weltmeister (2014) und zwei Mal Europameister (2018, 2020).
Verein
- EHF Champions League: 2017
- Spanischer Meister: 2006, 2010
- Copa del Rey: 2007, 2011
- Spanischer Supercup: 2007
- Deutscher Meister: 2015
- DHB-Supercup: 2014, 2015
- Mazedonischer Meister: 2017
- Mazedonischer Pokalsieger: 2017
- Ungarischer Meister: 2021
- Ungarischer Pokalsieger: 2019
- Schweizer Meister: 2022, 2023, 2024
- Schweizer Pokalsieger: 2024
- Schweizer SuperCup: 2022, 2023

Nationalmannschaft
- Weltmeister 2013
- Europameister 2018 und 2020
- Silber bei den Europameisterschaften 2016 und 2022
- Bronze bei der Weltmeisterschaft 2011 und 2023
- Torschützenkönig Europameisterschaft 2014

## Sonstiges
Joan Cañellas ist verheiratet und hat zwei Töchter. Sein Vater und Großvater waren bereits Handballer. Sein jüngerer Bruder Marc Cañellas spielt in der ersten spanischen Liga. Er hat ein Pharmazie-Studium begonnen, aber auf Grund seiner Profikarriere nicht abgeschlossen.